# تي سي جي أناضول
تي سي جي أناضول هي سفينة هجومية برمائية تابعة للقوات البحرية التركية يمكن تهيئتها لتكون حاملة طائرات خفيفة.